# John Davies (nuotatore)
John Griffith Davies (Willoughby, 17 maggio 1929 – Pasadena, 25 marzo 2020) è stato un nuotatore australiano, specializzato nella rana.

## Palmarès

### Olimpiadi
- Oro a Helsinki 1952 nei 200 metri rana.